# Suvorov (město)
Suvorov (rusky Суворов) je město v Tulské oblasti v Ruské federaci. Při sčítání lidu v roce 2010 měl bezmála devatenáct tisíc obyvatel.

## Poloha a doprava
Suvorov leží v severní části Středoruské vysočiny jižně od toku Čerepeti, přítoku Oky v povodí Volhy. Od Tuly, správního střediska oblasti, je vzdálen přibližně devadesát kilometrů západně.
Přes Suvorov prochází železniční trať Suchiniči – Kozelsk – Tula.

## Dějiny
První zmínka o zdejší obci Suvorovo pochází z dokumentů v 15. a 16. století.
V roce 1934 bylo v okolí započato s těžbou jílových minerálů.
V roce 1949 začíná budování tepelné elektrárny, pro jejíž chlazení byla na Čerepeti vybudována přehradní nádrž a došlo k vybudování sídla pro dělníky. V roce 1954 dochází k povýšení na město pod názvem Suvorov.